# Вільгельм IV (граф Тулузи)
Вільгельм IV Побожний (*Guillaume IV, між 940 та 946 — 1094) — граф Тулузький, маркіз Прованський та герцог Нарбонський у 1060—1094 роках.

## Життєпис
Походив з династії Руерг (Раймундідів). Син Понса II, графа Тулузи, та Алмодіс де Ла Марш. Народився між 1040 та 1046 роками. У 1053 році його матір було вкрадено Рамоном Баранґе I, графом Барселони. У 1060 році після смерті батька успадкував титули і володіння, незважаючи на старшого брата Понса. Втім останній був хворобливим, тому Понс II обрав спадкоємцем саме Вільгельма.
Невдовзі після отримання титул графа Тулузи, приєднав титул маркіза Готії (який прийшов навзаєм титулу маркіза Септиманії). 1062 року після смерті стрийка Бертрана I успадкував Прованський маркізат. 1065 року після смерті двоюрідної сестри Берти успадкував графство Руерг. 1067 року одружився з Матильдою, батьки якої невідомі.
1071 року після вбивства його матері в графстві Барселонському мав намір вдертися туди, проте його зведені брати вигнали вбивцю Педро Рамона, тому невдовзі замирився з братами. З хронік відомо, що 1078 року Вільгельм IV надав пожертви абатству Мойсак.
1080 року одружився з донькою графа Мортена та небогою Вільгельма I, герцога Нормандії (майбутнього короля Англії). 1088 року здійснив прощу до Палестини, залишивши намісником свого молодшого брата Раймунда. Помер 1094 року. Володіння успадкував брат Раймунд.

## Родина
1. Дружина — Матильда
Діти:
- Понс (д/н—1079)

2. Дружина — Емма, донька Роберта I, графа Мортена
Діти:
- Філіппа (бл. 1080—1117), дружина Вільгельма IX, герцога Аквітанії

Коханка — Аделаїда
Діти:
- Вільгельм-Журдан, граф Серданья